# Irma Mion
Irma Mion (Venècia, 1890 - ?) fou una soprano italiana.
Es va formar a Venècia i Milà abans de fer el seu debut cap al 1912. Durant trenta anys va cantar als teatres italians. Els darrers anys de la seva vida els va passar a la Casa di Riposo Giuseppe Verdi de Milà.
La Temporada 1931-1932 va cantar al Gran Teatre del Liceu de Barcelona.